# ラットショット

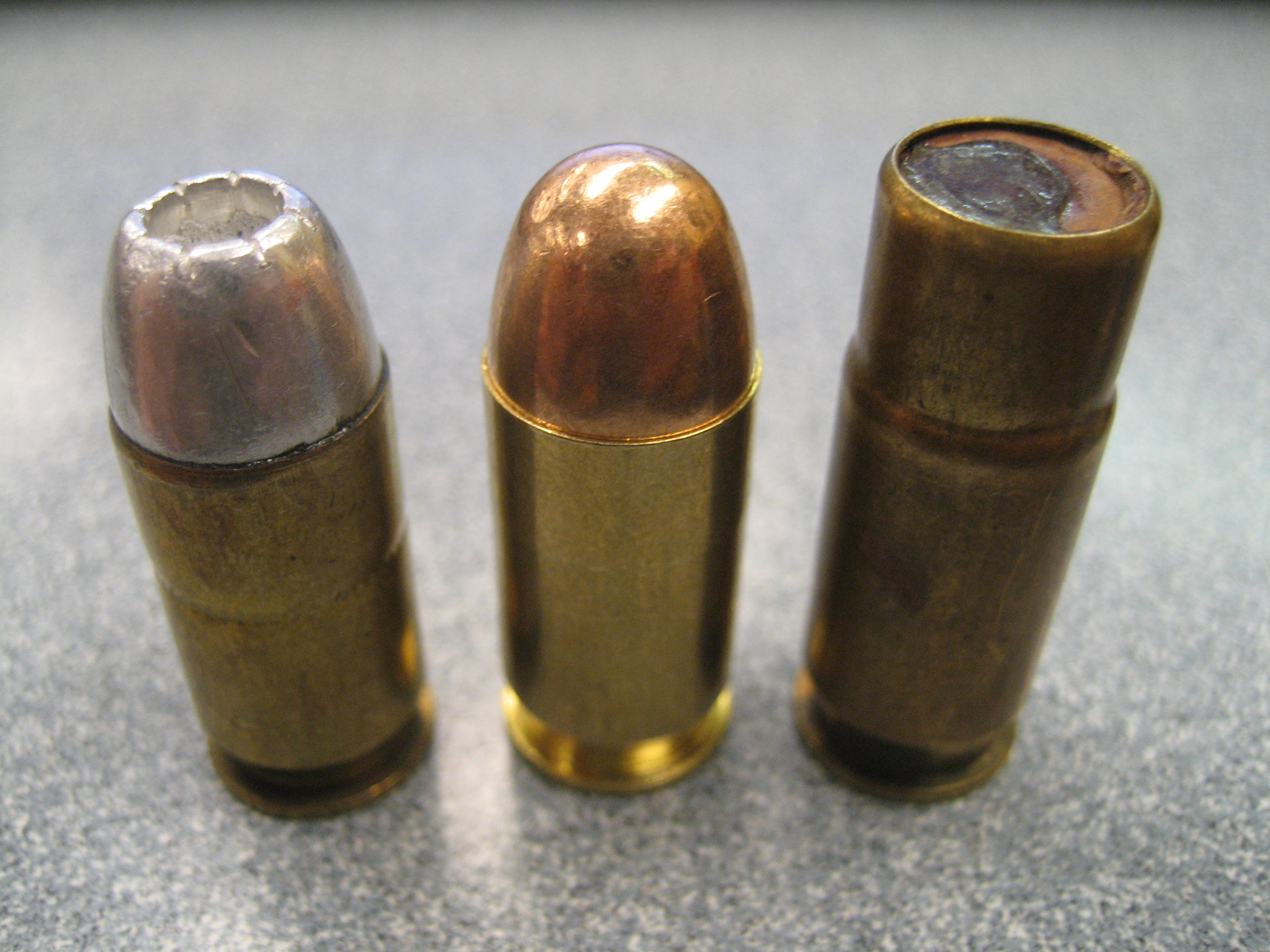
右は.45オート弾、軍仕様のバードショット。これは第二次世界大戦中、パイロットのために作られたもので、もし撃墜された時、彼らの食料収集の能力を補助するという試みだった。

ラットショットもしくはスネークショットとは、ライフルの切られた銃器や、伝統的な滑腔銃、例えば散弾銃から撃つために、1.27mm（#12、0.05インチ）のとても小さな鉛の散弾を薬莢に詰めたものである。ラットショット用の弾薬を使えば、近距離での低威力の散弾銃として小銃や拳銃を使うことができる。ラットショットとして作られた弾薬はよくショットシェルと呼ばれる。最も一般的なラットショットには、.22ロングライフル弾や同口径の拳銃用・回転式拳銃用の弾薬が挙げられる。拳銃に利用可能なショットシェルには以下が含まれる。.22ロングライフル弾、.22マグナム弾、.38スペシャル弾、9x19mmパラベラム弾、.40S&W弾、.44スペシャル弾、.45ACP弾、そして.45ロング・コルト弾である。CCI製の.22ロングライフル・ショットシェルは15分の1オンスの#12散弾を詰めている。またCCI製の.45コルト弾では3分の1オンスの#9散弾を充填している。粒の小さめな方の散弾、例えば.22ショットシェルなどはしばしばダストショットと呼ばれ、主に鳥類標本の収集家によって使われている。

## 使用

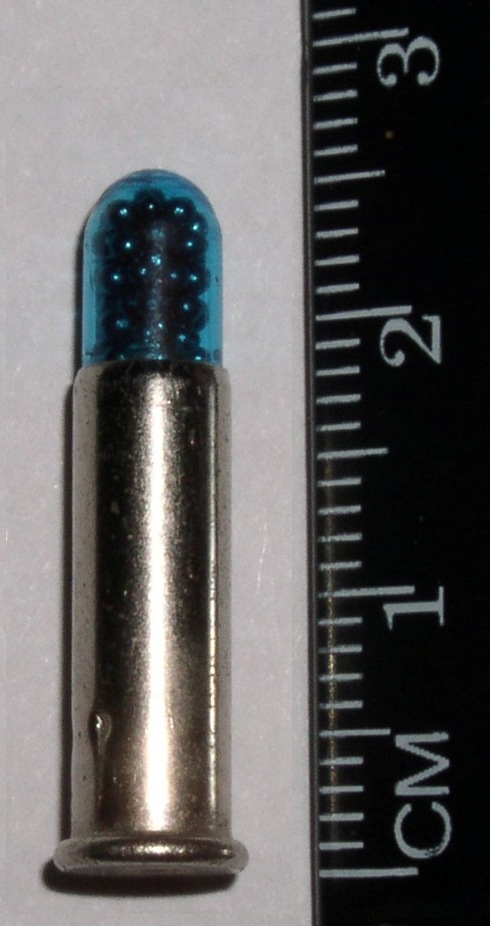
.22口径のラットショット

ラットショットはヘビや齧歯類、また他の小動物をとても近い距離で撃つために使われる。穀倉や家畜小屋を飛び回る鳥を追い払うため、農家は小銃でこの弾を使う。同様にネズミを殺すためにも使うが、それは納屋や物置の、金属の外板や屋根を傷めないという単純な理由による。また、ごく短い距離で小さな害虫に使うにも有効である。散弾銃射撃の初心者を訓練したり、あるいは鳥猟の訓練の最初のステップで、大きな騒音に猟犬を馴らすため、.22口径の小銃でラットショットが使われる。
ラットショットが最も良く使われるのはマーリン・ファイアアームズ社のマーリン・モデル25MGなど、専用の滑腔銃である。ただし近距離ではライフルを切った銃身でも適切な散弾パターンを与えることができる。アメリカでは、18インチ以下の銃身を持つ滑腔銃がソードオフショットガンに分類されることがあるため、いつもライフリングのある銃身を装着している拳銃でラットショットを使う。トンプソンセンターアームズのコンテンダー拳銃では、.357マグナムや.44マグナムなど数種類の口径の銃身を提供している。仕様の中には、ラットショットを撃った際、ライフリングの切られた銃身から作られる散弾パターンを改善するための、特別な「ストレート・ライフルド」と呼ばれる絞りのチューブがある。ラットショットで殺害できる有効射程は限定的で、普通は3mから5m程度である。
ラットショットは潰れやすい弾丸、例えばグレイザー・セーフティスラグのような幾つかのタイプのものにも使われる。これは目標に命中するまでバラでは無い1個の弾丸として働く。また普通の弾頭の有効射程がある。こうした弾丸中の散弾は、投射体を形成するために、薄いシェルの内部で接着ないし焼結されており、着弾で速やかに破裂する。このため貫通の危険、跳弾のリスク、過貫通や破片の跳ね返りに関連した副次的被害を抑える。

## 形態
縁打ち式のラットショットのうち、幾つかは真鍮薬莢の端部にひだを入れて封じており、伝統的な散弾銃の弾薬に多少似ている。他の数多くの縁打ち式や、ほぼほとんどのセンターファイア式ラットショットでは、中空のプラスチック製カプセルを使う。これはしばしば給弾補助のため、弾頭の様に成形され、散弾を内蔵している。プラスチックケースは射撃の際に砕け散り、散弾は銃口を離れた後に散開できるようになる。プラスチック製のケースは弾倉から給弾される際に割れるという報告がある。ひだを入れて閉じられた薬莢ではこの問題は存在しないが、数種類の半自動式銃では薬莢の抜き出しに失敗することがある。